# Vivisection

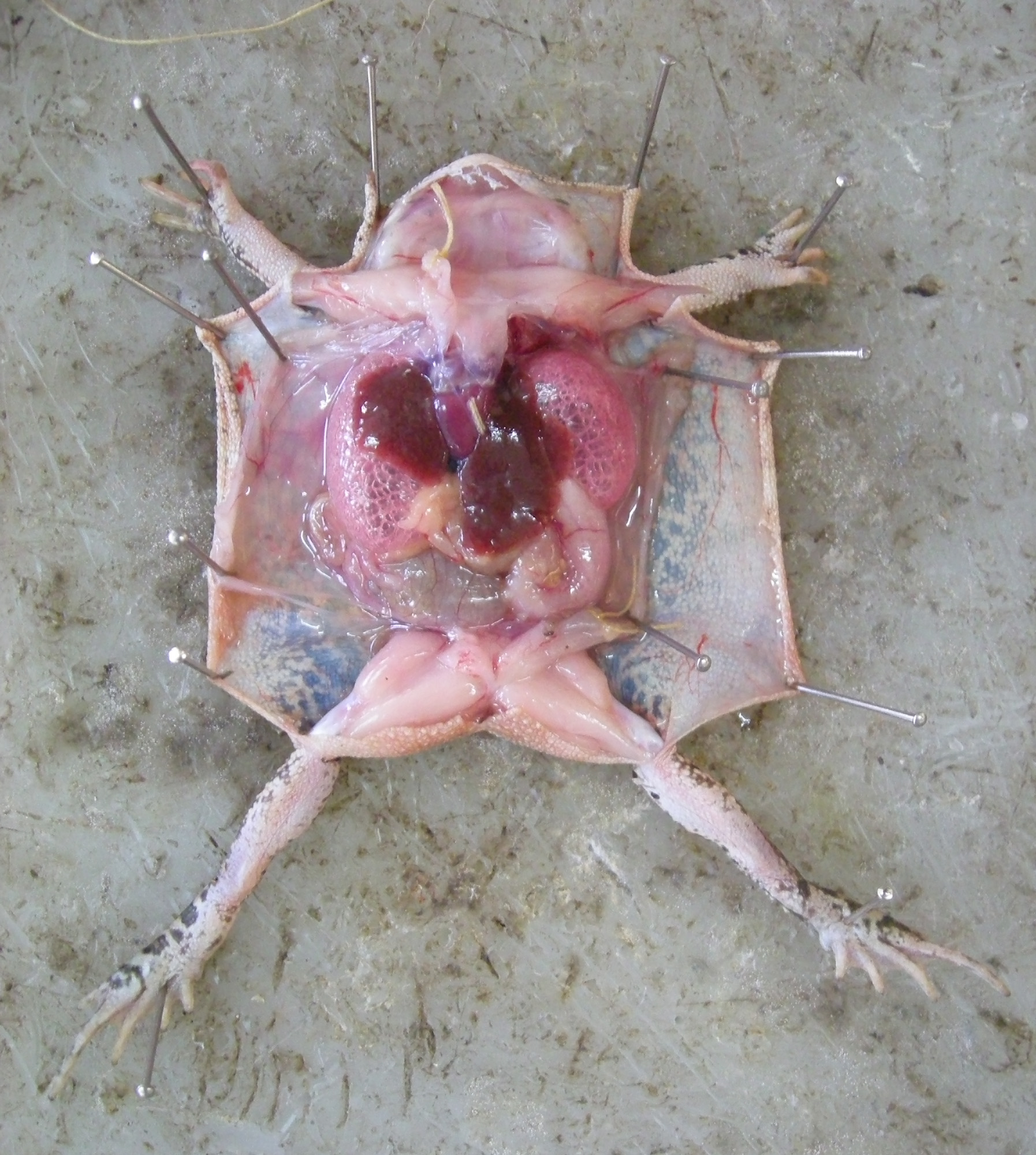
Vivisection de grenouille.

La vivisection est une dissection opérée sur un animal vertébré vivant, à titre d'expérience scientifique, en particulier dans le but d'établir ou de démontrer certains faits en physiologie ou en pathologie. Selon les cas, le mot « vivisection » désigne l’une des méthodes de l’expérimentation animale ou l’expérimentation animale dans son entier.

## Définition
Le terme de vivisection est apparu vers 1820 dans les dictionnaires. Les définitions étaient lapidaires, par exemple : vivisectio, de « vivus, vivant, et de secare, couper ; l'action d'ouvrir ou de disséquer des animaux vivants », ou bien : « de vivus, vivant, et de sectio, section, dissection... action d'ouvrir ou de disséquer des animaux vivants dans un but expérimental quelconque. » Les définitions sont devenues plus étoffées par la suite et en 1865, Nysten, Littré et Robin la définissaient comme les « expériences faites sur les animaux vivants... [les] opérations faites dans les écoles sur des vertébrés en vie... [les] inoculations... [les] expérimentations... les expertises médico-légales... [et les] essais faits sur les animaux ». Suivait une longue justification de la chose, due[Selon qui ?] aux protestations. Définitions et justifications se sont amenuisées par la suite[réf. nécessaire].
Il convient de différencier « vivisection » et « dissection ». La vivisection étant une dissection sur le vif, cela implique que la dissection ne s'effectue que sur le mort, le cadavre. Mais cette particularité n'apparaît pas dans les définitions de la dissection. Il faut ici différencier la théorie (les définitions) de la pratique (les usages). Dans la pratique, la dissection concerne bien le cadavre et à partir du moment où elle concerne le vivant, elle devient vivisection. Tous les auteurs traitant de ces deux pratiques emploient ces mots dans ces sens-là.
Il ouvre aussi sur celui de la variété des pratiques expérimentales, dont la définition de 1865 tenait déjà compte. Le point précédent permet de différencier la vivisection d'une opération chirurgicale. Cette dernière a pour but de soigner, c'est un acte médical. La vivisection n'a pas pour but de soigner mais de connaître, de tester. C'est un acte scientifique qui implique le plus souvent la mort de l'animal, sa mise à mort, soit pendant l'expérience, soit après, pour son autopsie. Ce « sacrifice » est l'autre raison des protestations.

### Expérimentation animale
La vivisection, au moins en ce qui concerne les pays d'Europe de l'Ouest et du Nord, doit être différenciée historiquement de l'expérimentation animale. La vivisection s'est développée dans le cours du XIXe siècle comme l'atteste l'usage du mot. L'expérimentation animale n'a commencé qu'à la fin du XIXe siècle, l'expression apparaissant à cette époque dans les textes scientifiques. La vivisection, au XIXe siècle, était une pratique artisanale. L'expérimentation animale est une pratique industrielle.
La vivisection, dans son sens restreint de méthode, perdure certes dans l'expérimentation animale actuelle. Mais dans son sens large, comme synonyme de discipline scientifique – en l'occurrence la physiologie expérimentale – d'expérimentation sur le vivant, voire de paradigme scientifique, elle est spécifique au XIXe siècle. Elle s'est transformée en expérimentation animale à la fin de ce siècle du fait de la bactériologie et certaines différences entre les deux sont importantes. La pratique artisanale, pour la vivisection, est centrée sur les techniques de la chirurgie, sur l'usage des animaux domestiques (chiens, lapins, chevaux) et sur les animaux non domestiques (grenouilles). La pratique industrielle, pour l'expérimentation animale, s'accompagne de l'accroissement exponentiel du nombre d'expériences effectuées par année et du nombre d'animaux utilisés, du nombre de laboratoires et de scientifiques impliqués. Cette pratique est plus centrée sur les techniques de l'infirmerie, notamment les injections, sur l'usage des rongeurs et des pratiques sociologiquement marquée par la féminisation du personnel.

### Vivisection humaine
La vivisection a été pratiquée sur des êtres humains. Cependant, la vivisection humaine a eu une histoire mouvementée. Hérophile, « père de l'anatomie » et fondateur de la première faculté de médecine à Alexandrie, a été accusé par le chef religieux Tertullien d'avoir pratiqué la vivisection sur au moins 600 prisonniers.

#### Seconde Guerre mondiale
En 2007, Ken Yuasa, médecin ayant pratiqué de 1942 à 1945 des vivisections dans un hôpital militaire du Shanxi, affirmait qu'au moins mille Japonais, incluant des médecins, ont participé à des vivisections en Chine. Le docteur Fukujiro Ishiyama a fait de même au sein de l'Unité 731 et à l'Hôpital universitaire impérial Kyūshū.

## Critique

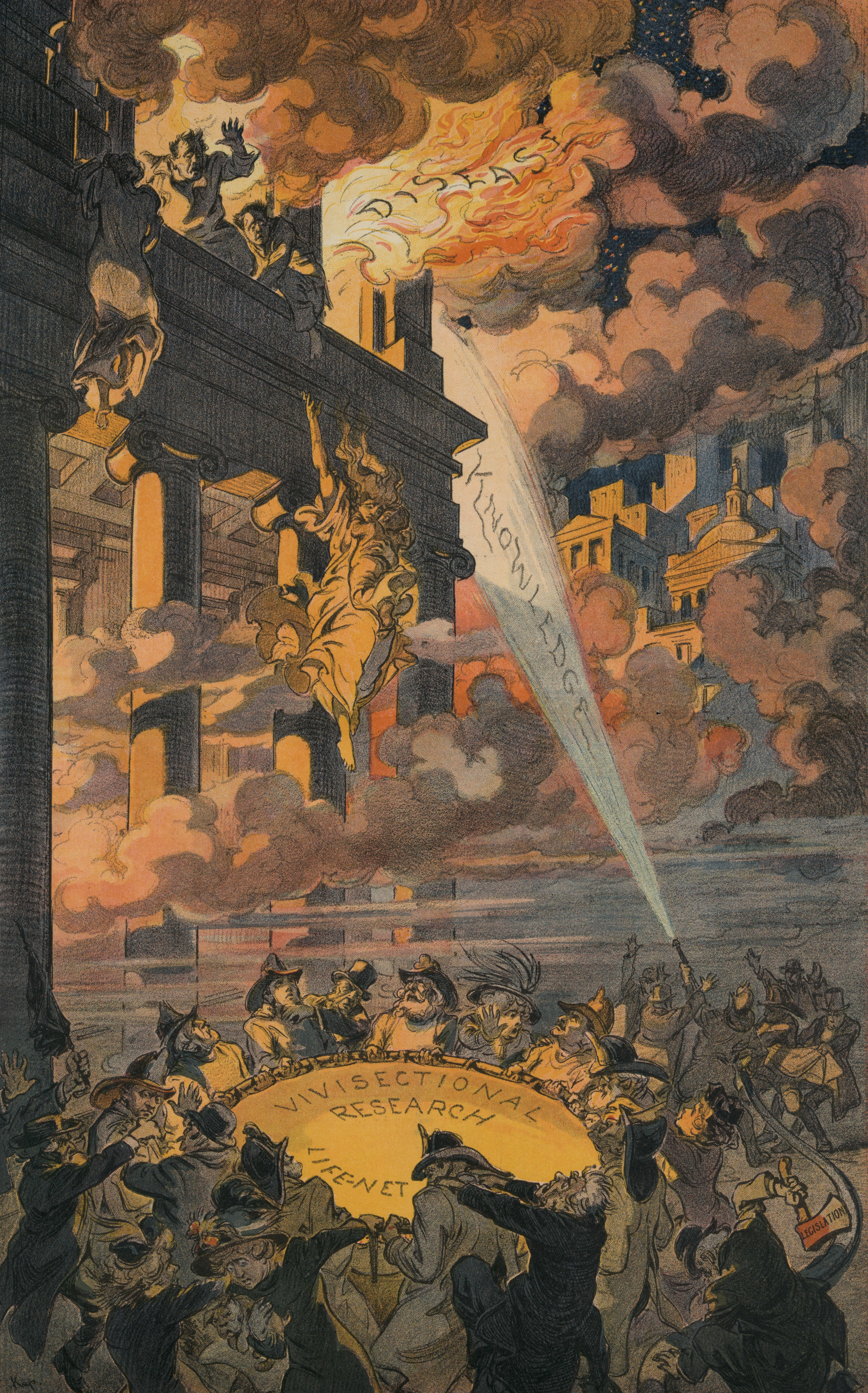
Affiche de propagande en faveur de la vivisection, 1911, bibliothèque du Congrès.

L'opposition à la vivisection n'est pas récente ; déjà, Voltaire s'insurgea contre de telles pratiques (l'expérimentation sur des animaux se généralisant avec le dogme de l'« animal-machine » de Descartes, ainsi que dans les séminaires jansénistes). Dans l'article Bêtes du Dictionnaire philosophique, il écrit :

« Des barbares saisissent ce chien, qui l'emporte prodigieusement sur l'homme en amitié ; ils le clouent sur une table, et ils le dissèquent vivant pour te montrer les veines mézaraïques. Tu découvres dans lui tous les mêmes organes de sentiment qui sont dans toi. Réponds-moi, machiniste ; la nature a-t-elle arrangé tous les ressorts du sentiment dans cet animal afin qu'il ne sente pas ? A-t-il des nerfs pour être impassible ? Ne suppose point cette impertinente contradiction dans la nature. »

La critique de la vivisection se place bien souvent dans le cadre plus général de celle de l'expérimentation animale. Son utilité scientifique, et sa justifiabilité éthique sont le sujet de controverses. Beaucoup de mouvements animalistes placent l'abolition de cette expérimentation parmi leurs objectifs principaux. Parmi les antivivisectionnistes, les uns soutiennent que l'expérimentation sur les animaux est scientifiquement inefficace et qu'il est possible de la remplacer par d'autres méthodes ; les autres (par exemple ceux qui veulent promouvoir le bien-être animal) jugent que l'expérimentation animale doit être condamnée sur le plan de la morale et de l'éthique, sans qu'on ait à savoir si elle est utile ou non pour le progrès médical et scientifique.

### Critique sur le plan éthique
Il existe un consensus parmi les spécialistes de philosophie morale, de philosophie politique et d’éthique animale pour dire que l’espèce n’est pas un critère pertinent pour décider si un individu a droit à une considération morale. Ce consensus a été exprimé en 2022 par plusieurs centaines de spécialistes dans la Déclaration de Montréal sur l’exploitation animale. Pour ces spécialistes, le critère d’intérêt est la sentience, c’est-à-dire la capacité à « ressentir du plaisir, de la douleur et des émotions ». Dans cette perspective, tout individu sentient doit voir ses intérêts pris en compte lors des délibérations morales sans que son espèce serve à pondérer le poids accordé à ces intérêts.
Comme le dit François Jaquet (spécialiste d’éthique animale et de méta-éthique) en 2022, la posture actuelle est irrationnelle puisqu’elle invoque des principes déontologistes pour protéger les personnes humaines impliquées dans des recherches tout en s’appuyant sur une éthique utilitariste pour l’utilisation des autres espèces. Cette distinction relèverait du spécisme. Une éthique rationnelle consisterait au contraire à appliquer les mêmes principes (qu’ils soient déontologistes ou conséquentialistes) à l’ensemble des individus sentients, quelle que soit leur espèce – ce qui aurait pour conséquence la suppression de la totalité des expérimentations animales pratiquées de nos jours.

### Critique sur l'application de la réglementation
La réglementation nationale et européenne oblige à placer sous anesthésie les animaux vivisectionnés ou expérimentés lorsqu’il s’agit de vertébrés ou de céphalopodes,. La question reste est de savoir si ces réglementations sont appliquées dans les laboratoires, certaines infractions graves constatées ne donnant lieu à aucune sanction.

### Critique de la transposabilité des résultats obtenus
Au sujet de l'utilité de la vivisection, la position de la communauté scientifique est le plus souvent à l'opposé. Du fait des limites de la modélisation du vivant, de nombreux biologistes et médecins estiment que le recours à l'animal est parfois irremplaçable, par exemple lorsqu'il s'agit d'étudier simultanément les impacts nerveux, hormonaux et humoraux d'une pathologie sur l'organisme[réf. nécessaire]. Cependant, les recherches ne se limitent pas aux pathologies susvisées. Elles s'étendent aux tests d’ingrédients cosmétiques (pas tout à fait arrêtés malgré l’interdiction actée en 2013 par l’Union européenne), mais aussi aux recherches spatiale, militaire...
Des associations mettent en doute l'utilité de toutes les expérimentations animales et la fiabilité de leurs résultats,,. Le cas du thalidomide est souvent cité en exemple. Ce produit était un médicament vendu durant les années 1950 et 1960 comme hypnogène et chez les femmes enceintes comme antiémétique pour combattre les nausées matinales et d'autres symptômes. Il fut expérimenté sur une seule espèce animale, qui dans ce cas précis avait une réaction éloignée de celle de l'Homme. En 1961, les épidémiologues ont noté que ce produit induisait un effet tératogène sur le développement fœtal[réf. nécessaire].